# 2008-as motokrossz német nagydíj
A német nagydíj a 2008-as FIM motokrossz-világbajnokság 8. versenye volt. 2008. június 28. és július 29. között rendezték meg Teutschenthalban.  Az MX1-es kategóriában az új-zélandi Joshua Coppins, az MX2-esek között az dél-afrikai Tyla Rattray tudott diadalmaskodni. Egyetlen magyar MX1-es versenyzőnk Németh Kornél a 15. lett.

## Futam

### MX1
| Helyezés | #   | Versenyző          | Motor    | 1. futam | 2. futam | Össz |
| -------- | --- | ------------------ | -------- | -------- | -------- | ---- |
| 1        | 6   | Joshua Coppins     | Yamaha   | 25       | 25       | 50   |
| 2        | 9   | Ken de Dycker      | Suzuki   | 18       | 22       | 40   |
| 3        | 8   | Tanel Leok         | Kawasaki | 15       | 20       | 35   |
| 4        | 19  | David Philippaerts | Yamaha   | 20       | 15       | 35   |
| 5        | 90  | Sébastien Pourcel  | Kawasaki | 14       | 16       | 30   |
| 6        | 15  | Julien Bill        | Honda    | 16       | 14       | 30   |
| 7        | 111 | Aigar Leok         | Yamaha   | 12       | 13       | 25   |
| 8        | 32  | Manuel Priem       | Kawasaki | 13       | 12       | 25   |
| 9        | 11  | Steve Ramon        | Suzuki   | 22       | 3        | 25   |
| 10       | 25  | Clément Desalle    | Suzuki   | 11       | 8        | 19   |
| 11       | 12  | Maximilian Nagl    | KTM      | 0        | 18       | 18   |
| 12       | 23  | Alex Salvini       | Suzuki   | 9        | 9        | 18   |
| 13       | 211 | Billy Mackenzie    | Honda    | 6        | 11       | 17   |
| 14       | 115 | Carlos Campano     | Yamaha   | 5        | 10       | 15   |
| 15       | 108 | Németh Kornél      | KTM      | 10       | 1        | 11   |
| 16       | 60  | Brad Anderson      | Suzuki   | 3        | 7        | 10   |
| 17       | 36  | Louis Correira     | Suzuki   | 8        | 0        | 8    |
| 18       | 7   | Jonathan Barragan  | KTM      | 7        | 0        | 7    |
| 19       | 27  | Marcus Schiffer    | KTM      | 0        | 6        | 6    |
| 20       | 28  | Scott Columb       | Suzuki   | 0        | 5        | 5    |
| 21       | 56  | Lauris Freibergs   | Yamaha   | 0        | 4        | 4    |
| 22       | 10  | Cedric Melotte     | Aprilia  | 4        | 0        | 4    |
| 23       | 24  | Tom Church         | Kawasaki | 1        | 2        | 3    |
| 24       | 45  | Loic Leonce        | Yamaha   | 2        | 0        | 2    |

### MX2
| Helyezés | #   | Versenyző           | Motor    | 1. futam | 2. futam | Össz |
| -------- | --- | ------------------- | -------- | -------- | -------- | ---- |
| 1        | 4   | Tyla Rattray        | KTM      | 22       | 25       | 47   |
| 2        | 222 | Antonio Cairoli     | Yamaha   | 25       | 22       | 47   |
| 3        | 183 | Steven Frossard     | Kawasaki | 18       | 18       | 36   |
| 4        | 10  | Rui Goncalves       | KTM      | 15       | 20       | 35   |
| 5        | 2   | Tommy Searle        | KTM      | 20       | 12       | 32   |
| 6        | 24  | Shaun Simpson       | KTM      | 16       | 15       | 31   |
| 7        | 89  | Jeremy van Horebeek | KTM      | 14       | 14       | 28   |
| 8        | 25  | Marvin Musquin      | Honda    | 11       | 16       | 27   |
| 9        | 13  | Manuel Monni        | Yamaha   | 13       | 11       | 24   |
| 10       | 121 | Xavier Boog         | Suzuki   | 9        | 13       | 22   |
| 11       | 34  | Joel Roelants       | KTM      | 10       | 10       | 20   |
| 12       | 81  | Jeremy Tarroux      | KTM      | 6        | 8        | 14   |
| 13       | 69  | Wyatt Avis          | Honda    | 12       | 0        | 12   |
| 14       | 23  | Carl Nunn           | Suzuki   | 4        | 7        | 11   |
| 15       | 56  | Evgeniy Bobryshev   | Yamaha   | 5        | 6        | 11   |
| 16       | 47  | Pascal Leuret       | Kawasaki | 7        | 4        | 11   |
| 17       | 8   | Matti Seistola      | Honda    | 0        | 9        | 9    |
| 18       | 75  | Dennis Verbruggen   | Yamaha   | 3        | 5        | 8    |
| 19       | 22  | Anthony Boissiere   | KTM      | 8        | 0        | 8    |
| 20       | 131 | Nicolas Aubin       | Yamaha   | 0        | 3        | 3    |
| 21       | 501 | Alessandro Lupino   | Yamaha   | 0        | 2        | 2    |
| 22       | 39  | Davide Guarneri     | Yamaha   | 2        | 0        | 2    |
| 23       | 412 | Cedric Soubeyras    | Yamaha   | 0        | 1        | 1    |
| 24       | 175 | Nikolaj Larsen      | Suzuki   | 1        | 0        | 1    |

- A pontozásról bővebben a motokrossz-pontozási rendszer cikkben lehet tájékozódni.